# Joan Lascorz i Moreno
Joan Lascorz i Moreno   (l'Hospitalet de Llobregat, 27 de febrer de 1985), conegut al món del motociclisme com a Jumbo Lascorz, és un pilot d'automobilisme i ex-pilot de motociclisme català. Després d'haver competit amb èxit al Campionat del Món de Supersport i al de Superbike, el 2012 patí un greu accident a Imola que el deixà tetraplègic.
El 2014 tornà al món de la competició com a pilot oficial de ral·lis, competint en el Campionat d'Espanya de Ral·lis Tot Terreny i esdevenint el primer pilot tetraplègic a participar en una competició oficial del campionat estatal.

## Trajectòria esportiva

### Motociclisme
El 1995 guanyà el Campionat de Catalunya de Pocket Moto. Més endavant, competí en el Campionat d'Espanya en categoria Supersport i en curses d'escúters de 125cc a Catalunya, abans de tornar a Superbike el 2004. Després es concentrà en competicions de Supersport estatals, tenint-hi dues temporades reeixides pilotant una Honda.
El 2007 debutà al Mundial de Supersport amb el seu equip Glaner Motocard.com. Fou una temporada d'adaptació, en què acabà 18è a la general, amb un podi fins i tot a Vallelunga. El 2008 va començar amb molta empenta, acabant segon a la primera prova de la temporada (Losail, Qatar) (arribant a liderar la cursa breument fins que Broc Parkes l'avançà amb la seva més potent moto de fàbrica). Guanyà la tercera cursa de la temporada, a València, passant a encapçalar breument el campionat, ajudat també pel fet que la majoria dels altres principals competidors abandonaren com a mínim en una de les tres primeres curses. Finalment, els equips oficials d'Honda i Yamaha l'avançaren en la classificació, endarrerint-lo al cinquè lloc a la general després d'un podi més a la ronda final.
De cara al 2009, tant ell com l'equip Motocard obtingueren suport oficial de Kawasaki, amb Katsuaki Fujiwara com a pilot de reforç i el suport de l'antic guanyador Pere Riba. Lascorz anotà quatre podis, i fins i tot liderava la cursa a Imola quan el motor de la seva moto va fallar. La temporada de 2010, Lascorz i Fujiwara romangueren a l'equip. Aviat, s'entaulà un frec a frec al campionat entre el seu equip i les Honda d'Eugene Laverty i Kenan Sofuoglu, però una topada amb Laverty i Roberto Tamburini al començament a Silverstone el deixà amb lesions múltiples.

#### L'accident a Imola del 2012
L'abril de 2012 Joan Lascorz pateix un accident al circuit d'Imola en impactar contra un mur de protecció. Com a conseqüència el pilot pateix una luxació de la vèrtebra C6 que el deixa tetraplègic, amb afectació en cames, zona abdominal i dits de les mans.

### Automobilisme

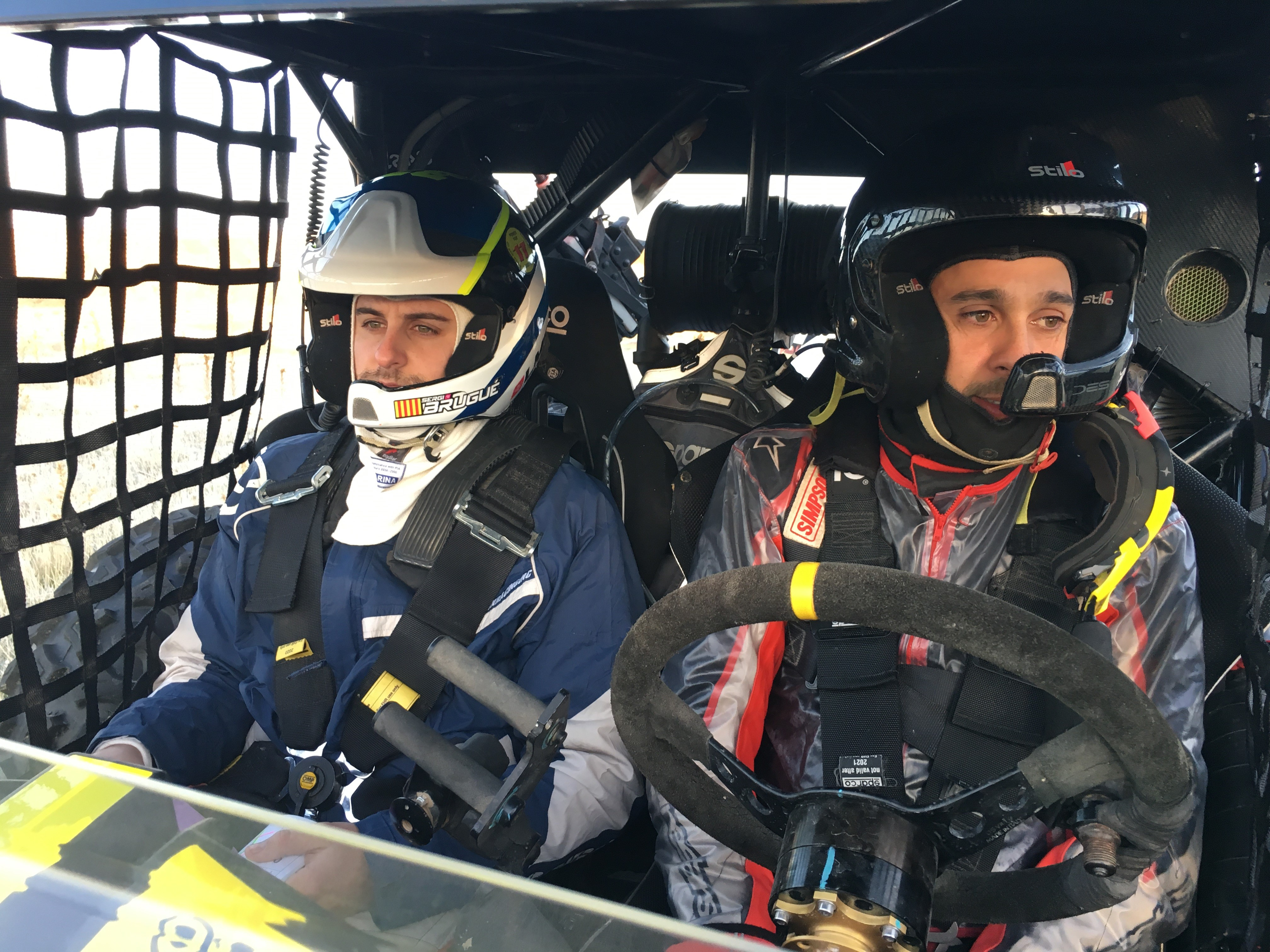
Lascorz i Sergi Brugué poc abans de sortir al primer tram cronometrat del Rally TT Cuenca 2016.

Conscient de les seves limitacions físiques per a participar de nou en una competició de motor, Joan i un amic compraren un cotxe tot terreny el qual prepararen amb els requisits necessaris per a participar en la Baja España-Aragón del mes de juliol. En un compte endarrere Lascorz aconseguí tramitar tots els permisos estatals i superar les proves d'aptitud que l'avalaran per a participar en una prova d'aquest tipus al costat de pilots sense cap mena de discapacitat.
Lascorz va fer equip a la Baja amb el copilot Raul Guzmán en la categoria T1 de cotxes, finalitzant les tres etapes de la prova.

#### 2015, Campionat d'Espanya de Ral·lis TT
Amb l'experiència d'aquesta última carrera Lascorz decideix participar en el Campionat d'Espanya de Ral·lis Tot Terreny. Per això, un grup d'amics desenvoluparen un projecte d'estructura d'equip que donà cobertura a Lascorz a totes les proves. Als comandaments d'un Polaris RZR1000, un buggy adaptat a les seves necessitats de conducció, Lascorz competí acompanyat pel copilot Raúl Guzmán i finalitzaren el campionat tercers de la categoria de buggies.

#### 2016, consolidació com a pilot de ral·lis
EL 2016 es crea el GlanerTT-17 Foundation que participa oficialment amb el mateix Polaris RZR1000 -amb Joan Lascorz per segon any consecutiu- en el Campionat d'Espanya de Ral·lis Tot Terreny. Aquest any representa la consolidació d'en Joan Lascorz com a pilot de ral·lis, mesurant-se amb pilots de gran prestigi i experiència. Al seu costat l'acompanya el copilot Sergi Brugué (de Vidreres). L'equip finalitza la temporada com a campió estatal de buggies i tercer del campionat absolut.

## Palmarès motociclista

### Resultats al Mundial de Supersport
(Ids. Rondes | Llegenda) (Curses en negreta indiquen pole; curses en  itàlica indiquen volta ràpida)
| Any  | Moto     | 1       | 2       | 3       | 4     | 5       | 6      | 7       | 8      | 9      | 10      | 11     | 12      | 13     | 14      | Pos. | Pts |
| ---- | -------- | ------- | ------- | ------- | ----- | ------- | ------ | ------- | ------ | ------ | ------- | ------ | ------- | ------ | ------- | ---- | --- |
| 2005 | Honda    | QAT     | AUS     | SPA     | ITA   | EUR     | SMR    | CZE     | GBR    | NED    | GER     | ITA 19 | FRA     |        |         | NC   | 0   |
| 2006 | Honda    | QAT     | AUS     | SPA     | ITA   | EUR     | SMR    | CZE     | GBR    | NED    | GER     | ITA 20 | FRA     |        |         | NC   | 0   |
| 2007 | Honda    | QAT Ret | AUS Ret | EUR Ret | SPA 8 | NED Ret | ITA 15 | GBR 15  | SMR 17 | CZE 17 | GBR 12  | GER 8  | ITA 3   | FRA 22 |         | 18è  | 38  |
| 2008 | Honda    | QAT 2   | AUS 7   | SPA 1   | NED 3 | ITA 9   | GER 12 | SMR Ret | CZE 18 | GBR 14 | EUR 7   | ITA 4  | FRA Ret | POR 3  |         | 5è   | 121 |
| 2009 | Kawasaki | AUS 8   | QAT 13  | SPA 19  | NED 3 | ITA 2   | RSA 4  | USA 4   | SMR 4  | GBR 2  | CZE 3   | GER 3  | ITA Ret | FRA 1  | POR Ret | 4t   | 163 |
| 2010 | Kawasaki | AUS 2   | POR 2   | SPA 1   | NED 2 | ITA 3   | RSA 5  | USA 3   | SMR 2  | CZE 2  | GBR DNS | GER    | ITA     | FRA    |         | 3r   | 168 |

### Resultats al Mundial de Superbike
(Ids. Rondes | Llegenda) (Curses en negreta indiquen pole; curses en  itàlica indiquen volta ràpida)
| Any  | Moto     | 1       | 1       | 2      | 2     | 3      | 3      | 4       | 4     | 5      | 5      | 6     | 6     | 7     | 7     | 8     | 8     | 9     | 9       | 10    | 10     | 11     | 11    | 12    | 12    | 13    | 13    | 14  | 14  | Pos. | Pts |
| Any  | Moto     | C1      | C2      | C1     | C2    | C1     | C2     | C1      | C2    | C1     | C2     | C1    | C2    | C1    | C2    | C1    | C2    | C1    | C2      | C1    | C2     | C1     | C2    | C1    | C2    | C1    | C2    | C1  | C2  | Pos. | Pts |
| ---- | -------- | ------- | ------- | ------ | ----- | ------ | ------ | ------- | ----- | ------ | ------ | ----- | ----- | ----- | ----- | ----- | ----- | ----- | ------- | ----- | ------ | ------ | ----- | ----- | ----- | ----- | ----- | --- | --- | ---- | --- |
| 2011 | Kawasaki | AUS Ret | AUS Ret | EUR 10 | EUR 5 | NED 11 | NED 12 | ITA Ret | ITA 9 | USA 14 | USA 12 | SMR 9 | SMR 9 | SPA 7 | SPA 5 | CZE 9 | CZE 8 | GBR 7 | GBR Ret | GER 7 | GER 11 | ITA 10 | ITA 8 | FRA 8 | FRA 7 | POR 5 | POR 8 |     |     | 11è  | 161 |
| 2012 | Kawasaki | AUS 15  | AUS Ret | ITA 7  | ITA 9 | NED    | NED    | ITA     | ITA   | EUR    | EUR    | USA   | USA   | SMR   | SMR   | SPA   | SPA   | CZE   | CZE     | GBR   | GBR    | RUS    | RUS   | GER   | GER   | POR   | POR   | FRA | FRA | 23è  | 17  |

## Palmarès automobilista

### Resultats al Campionat d'Espanya de Ral·lis TT
A data de 2016
|                       | Absolut | Buggies | Total km |
| --------------------- | ------- | ------- | -------- |
| Rally Lleida Pirineus | 9è      | 4t      | 468      |
| Baja Almanzora        | 9è      | 3r      | 486      |
| Rally Mar de Olivos   | 5è      | 2n      | 472      |
| Baja Aragón (FIA)     | 7è      | 1r      | 700      |
| Rally Guadalajara     | 3r      | 1r      | 700      |
| Resistència Serón     | 2n      | 1r      | 432      |
| Rally Cuenca          | 3r      | 1r      | 700      |